# روث لي
روث لي (بالإنجليزية: Ruth Lee)‏ هي ممثلة أمريكية، ولدت في 14 سبتمبر 1895 في منيابولس في الولايات المتحدة، وتوفيت في 3 أغسطس 1975 في وودلاند هيلز، كاليفورنيا في الولايات المتحدة.

## وصلات خارجية
- روث لي على موقع IMDb (الإنجليزية)
- روث لي على موقع أول موفي (الإنجليزية)
- روث لي على موقع قاعدة بيانات برودواي على الإنترنت (الإنجليزية)
- روث لي على موقع قاعدة بيانات الأفلام السويدية (السويدية)
- روث لي على موقع قاعدة بيانات الفيلم (الإنجليزية)
- روث لي على موقع كينوبويسك (الروسية)